# Maoming
Maoming (cinese: 茂名; pinyin: Màomíng), detta anche You Cheng (città dell'olio) è una città a livello di prefettura della provincia cinese del Guangdong, situata nella parte sud-occidentale della provincia.
Al centro è percorsa dal fiume Jin, ad est è delimitata dal fiume Yang, a ovest confina con il territorio di Zhanjiang, a nord con il territorio di Yunfu, città a livello di prefettura appartenente alla provincia autonoma del Guangxi. A sud è bagnata dal mar cinese meridionale.